# Кубышкин, Алексей Ананьевич
Алексей Ананьевич Кубышкин (род. 12 октября 1928, поселок Мена, теперь город Менского района Черниговской области) — советский государственный деятель, 1-й секретарь Донецкого городского комитета КПУ. Депутат Верховного Совета УССР 8-го созыва. Член ЦК КПУ в 1971 — 1976 г. Кандидат технических наук.

## Биография
Учился в школе. В сентябре 1943 — мае 1945 г. — связной, боец истребительного батальона НКВД в Черниговской области.
Окончил Сталинский горный техникум, техник-шахтостроитель. Работал секретарем комитета ЛКСМУ Сталинского горного техникума, 1-м секретарем Калининского районного комитета ЛКСМУ города Сталино.
Член ВКП(б) с 1949 года.
Затем — горный мастер, начальник цеха шахты «Центрально-Заводская» Сталинской области.
Окончил заочно исторический факультет Сталинского педагогического института.
С 1954 г. — на партийной работе в Калининском районном комитете КПУ города Сталино, 1-й секретарь Калининского районного комитета КПУ города Донецка, 2-й секретарь Донецкого городского комитета КПУ.
В 1968 — 1974 г. — 1-й секретарь Донецкого городского комитета КПУ.
В 1978 году защитил кандидатскую диссертацию, получил звание кандидата технических наук и преподавал в Донецком политехническом институте.
Работал доцентом кафедры менеджмента в производственной сфере Государственного университета управления в Донецке.
Потом — на пенсии в городе Донецке.

## Награды
- ордена
- медали